# Lijst van voetbalinterlands Bahrein - Iran (vrouwen)
Deze lijst van voetbalinterlands is een overzicht van alle officiële voetbalinterlands tussen de nationale vrouwenteams van Bahrein en Iran. De landen hebben tot nu toe drie keer tegen elkaar gespeeld.

## Wedstrijden
| № | Plaats    | Datum             | Competitie                          | Wedstrijd      | Uitslag |
| - | --------- | ----------------- | ----------------------------------- | -------------- | ------- |
| 1 | Amman     | 27 september 2005 | West-Aziatisch kampioenschap 2005   | Bahrein − Iran | 0 − 7   |
| 2 | Abu Dhabi | 22 februari 2010  | West-Aziatisch kampioenschap 2010   | Bahrein − Iran | 1 − 0   |
| 3 | Zarka     | 12 maart 2011     | Olympische Spelen 2012 kwalificatie | Bahrein − Iran | 0 − 2   |

## Samenvatting
| Competitie                     | Totaal gespeeld | Winst Bahrein | Gelijk | Winst Iran | Doelsaldo Bahrein – Iran |
| ------------------------------ | --------------- | ------------- | ------ | ---------- | ------------------------ |
| Olympische Spelen kwalificatie | 1               | 0             | 0      | 1          | 0 − 2                    |
| West-Aziatisch kampioenschap   | 2               | 1             | 0      | 1          | 1 − 7                    |
| Totaal                         | 3               | 1             | 0      | 2          | 1 − 9                    |